# Вайс, Сильвиус Леопольд
Сильвиус Леопольд Вайс (нем. Silvius Leopold Weiss, 12 октября 1687, Гротткау, Силезия, ныне Польша — 16 октября 1750, Дрезден, Саксония, ныне Германия) — силезский композитор, известный главным образом своими произведениями для лютни, а также лютнист и музыкальный педагог.

## Биография
Сильвиус Леопольд Вайс родился предположительно в Гротткау, в Силезии, как показывают новые архивные исследования. Долгое время считалось, что он родился в Бреслау. Его отец, Иоганн Якоб Вайс (1662?—1754), был музыкантом и играл на лютне и теорбе. Сильвиус Вайс, так же как и его младшие брат и сестра, Иоганн Сигизмунд и Юлиана Маргарета, получил начальное музыкальное образование у своего отца.
По окончании обучения Вайс был принят в Бреслау на работу лютнистом при дворе Карла Филиппа Пфальц-Нойбургского. В 1706 году через Кассель он прибыл в Дюссельдорф, к брату своего работодателя Иоганну-Вильгельму. Проведя там месяц, он вернулся в Бреслау, однако с 1709 года его отец и брат были приняты в капеллу курфюрста в Дюссельдорфе, предположительно благодаря рекомендации Сильвиуса Леопольда.
Его учеником был И. К. Зейферт.

## Сочинения
Вайс предположительно написал более 1000 пьес для лютни, из которых сохранилось около 850. Большинство из них группируются в «сонаты» (не следует путать с более поздней классической сонатной формой), которые по сути представляют собой барочные сюиты, состоящие из набора танцевальных пьес. Вайс также писал произведения для камерного ансамбля и концерты, однако для большинства из них сохранились только сольные партии.
Вайс, видимо, не очень интересовался публикацией своих сочинений, только небольшая часть пьес была опубликована при его жизни. Публикацию организовал Георг Филипп Телеман в 1728 году с целью продемонстрировать примеры лютневых табулатур в музыкальном журнале «Der getreue Musikmeister».
Принадлежность многих пьес перу Вайса является спорным, в первую очередь из-за того, что известно несколько композиторов-лютнистов, которые носили фамилию Вайс. Кроме Сильвиуса Леопольда, это его брат Иоганн Сигизмунд (Johann Sigismund) и сестра Юлиана Маргарета (Juliana Margaretha), а также его отец Иоганн Якоб (Johann Jacob) и сын Адольф Фаустинус (Adolph Faustinus). Кроме того, согласно последним исследованиям, в Кёнигсберге (нынешнем Калининграде) служил королевским лютнистом племянник Сильвиуса Леопольда (сын его сестры) Карл Франц Йозеф Вайс (Carl Franz Josef).